# Тернопільський автобус
Тернопільський автóбус — мережа міських автобусних маршрутів, один з видів міського пасажирського транспорту міста Тернопіль.

## Історія
Автобусне сполучення діяло у 1920-х роках, зупинка автобусів знаходилася біля парафіяльного костелу. Зокрема, були маршрути:
- Тернопіль — Микулинці (2 автобуси, вартість проїзду у 1928 році складала 2,00 zł);
- Тернопіль — Збараж (1 автобус, вартість 2,50 zł);
- Тернопіль — Скалат (1 автобус, вартість 3,00 zł);
- Тернопіль — Львів (1 автобус, вартість дорівнювала вартості квитка на поїзд 3-го класу)[1].

### Сучасність
У березні 2018 року Тернопільська міська рада ухвалила рішення, завдяки якому замість маршруток у місті з'являться великі вживані  автобуси, завдяки договору лізингу, яке повинно укласти комунальне підприємство «Тернопільелектротранс». Було заплановано, що в місті будуть працювати 110—120 великих автобусів на газі, які розрахованих на 80-100 місць, що здешевить їх експлуатацію, а також значно поліпшить екологічну ситуацію в місті через зменшення викидів в атмосферу.
19 листопада 2018 року між КП «Тернопільелектротранс» і компанією «ZEDEXO» з чеського Брно підписаний договір на поставку 20-ти  вживаних  автобусів MAN А21, які повинні були поставлені до 28 лютого 2019 року. 20 вживаних  автобусів великого класу обійшлися «Тернопільелектротранс» у 408 тисяч євро, тобто за ціною 20400 євро за один автобус. Крім фірми «ZEDEXO», в тендері на поставку 20 автобусів для Тернополя брала участь чеська фірма «Rent service management», яка виставила ціну 20500 євро за один вживаний  автобус.
У жовтні 2019 року У Тернополі призначений новий автобусний маршрут № 35 на засіданні виконавчого комітету міської ради. Новим маршрутом вдалось об'єднати Центр з мікрорайонами міста: (БАМ), «Сонячний масив» та «Дружба». Окрім цього відкоригований і маршрут № 36 на прохання мешканців міста, яким важко було добиратись з нижньої частини мікрорайону «Канада» до  міської лікарні № 2. На маршруті №35 розпочали роботу бувші у користуванні низькопідлогові автобуси, які днями привезли з Європи. Загалом було придбано 21 низькопідлоговий автобус. Останні три низькопідлогові автобуси доставили до Тернополя з Чехії та Австрії 29 жовтня 2019 року.
2 березня 2020 року, в рамках створення єдиної комунальної транспортної компанії, яка надаватиме якісні послуги з пасажирських перевезень у Тернополі, КП «Тернопільелектротранс» отримало 20 нових автобусів, які відповідають стандартам Євро-5 і оснащені двигунами внутрішнього згоряння на зрідженому паливі, екологічно безпечні. Автобуси моделі «МАЗ-206» є низькопідлоговими та придбані за кошти Тернопільської міської ради за договором лізингу із державним банком «ПриватБанк». Частина автобусів експлуатується на маршрутах № 4, 6, 6А, 9, 23, 32, а також на нових маршрутах № 21 та № 37. Насамперед, маршрути автобусів розподілені туди, де не можуть проїхати тролейбуси та великогабаритні автобуси — це до мікрорайонів: Новий Світ, Кутківці, Пронятин.
На засіданні оперативного штабу, у зв'язку з поширення коронавірусної інфекції на території Тернопільської області, було прийнято рішення призупинити роботу громадського транспорту у Тернополі із 23 березня 2020 року. Із цього часу у Тернополі здійснювались спеціальні перевезення, які здійснювали перевезення виключно працівників медичних установ, аварійних та комунальних служб, правоохоронців та інших служб, які були повинні забезпечувати життя міста в умовах карантину. Такі спеціальні перевезення здійснювалися за тролейбусними маршрутами № 2, 5, 7, 8, 9, 10, 11 та автобусними маршрутами № 1А, 5А, 6, 8, 23, 25, 35, на кожному з яких була спеціальна табличка «Спеціальні перевезення» із червоним хрестом. При цьому особи з вищеперелічених категорій могли скористатися спецрейсами за наявності спеціального посвідчення та медичної маски. Працівники із зазначених категорій, для проїзду у транспорті, були повинні мати для проїзду документ, який ідентифікує особу (паспорт тощо) та довідку чи посвідчення з роботи для надання права на проїзд. Медичні працівники, які задіяні до боротьби з коронавірусною інфекцією, отримали спеціальні проїзні квитки, які надають право на безкоштовний проїзд.
15 квітня 2020 року у Тернополі визначили підприємців та підприємства, які упродовж п'яти років надаватимуть послуги з пасажирських перевезень на автобусних маршрутах. Протокол засідання відповідного конкурсного комітету затвердили на засіданні виконкому Тернопільської міської ради.
6 травня 2020 року в обласному центрі GPS-трекери та відеомонітори розпочали встановлювати на 20 автобусах МАЗ-206.086, які комунальне підприємство «Тернопільелектротранс» придбало у лізинг з метою обслуговування пасажирів на маршрутах № 4, 6, 6А, 9, 21, 23, 29, 31 та 32, а 31 грудня 2020 року запрацював маршрут № 37.
У лютому 2022 року Тернопіль в рамках проєкту «Міський громадський транспорт України» отримав 15 нових автобусів марки Еталон А081.28, але у зв'язку з повномасштабним вторгненням росії в Україну на новий маршрут № 38 вони виїхали лише 11 березня 2022 року, а згодом почали експлуатуватись на маршрутах № 5А, 11, 15, 18, з 16 травня 2022 року — на маршрутах № 20 та № 20А.
У липні 2023 на маршруті № 16 почали роботу вживані низькопідлогові автобуси MAN A78, а у вересні 2023 на маршрут № 19 виїхали вживані низькопідлогові автобуси моделі MAN A37. 
З 6 грудня по 8 грудня 2023 року на маршруті №14 працював вживаний низькопідлоговий автобус VDL Berkhof Ambassador 200, придбаний у Нідерландах. 19 березня 2024 року на цьому ж маршруті розпочали роботу автобуси Ataman А092H6.
Наприкінці жовтня 2024 року КП «Міськавтотранс» придбало 8 нових автобусів Ataman А092H6, обладнаних кондиціонерами та пандусами.
З 25 червня 2025 року в місті Тернопіль впроваджується оновлена транспортна мережа, яка передбачає зміну нумерації маршрутів громадського транспорту. Тролейбуси та автобуси більше не матимуть однакових номерів, що запобігатиме плутанині між маршрутами та створить можливість гнучкої заміни транспорту в екстрених ситуаціях. Наскрізна (єдина) нумерація — є стандартом у європейських містах.
Зміни номерів маршрутів автобусів:
- № 1А → № 1;
- № 3 → № 30;
- № 4 → № 24;
- № 5 → № 50;
- № 6 → № 26;
- № 6А → № 26А;
- № 8 → № 28;
- № 9 → № 49.

## Маршрути
Станом на 25 червня 2025 року в місті Тернопіль діють 35 автобусних маршрутів, на яких сумарно працюють близько 140 автобусів.
| Перелік автобусних маршрутів міста Тернополя | Перелік автобусних маршрутів міста Тернополя | Перелік автобусних маршрутів міста Тернополя | Перелік автобусних маршрутів міста Тернополя | Перелік автобусних маршрутів міста Тернополя |
| №                                            | Маршрут руху | Відстань, км                                 | Перевізники                                  |                                              |
| -------------------------------------------- | --- | -------------------------------------------- | -------------------------------------------- | -------------------------------------------- |
| 1                                            | Вулиця Володимира Винниченка, вул. Миколи Карпенка, вул. Миру, вул. Дружби, вул. Руська, просп. Степана Бандери, Вулиця Слівенська, вул. Лесі Українки, вул. Тараса Протасевича, просп. Степана Бандери, вул. Руська, вул. Гетьмана Мазепи, вул. Максима Кривоносa, Вулиця Винниченка | 6,1                                          | КП «Тернопільелектротранс»                   |                                              |
| 11                                           | Вулиця Олександра Довженка, вул. Лесі Українки, вул. Слівенська, просп. Степана Бандери, вул. Руська, вул. Гетьмана Мазепи, вул. Сергія Короля, вул. Лучаковського, Вулиця Степана Будного, вул. Володимира Лучаковського, вул. Сергія Короля, вул. Гетьмана Мазепи, вул. Руська, просп. Степана Бандери, вул. Слівенська, вул. Лесі Українки, вул. Тараса Протасевича, Вулиця Олександра Довженка | 10,43                                        | КП «Міськавтотранс»                          |                                              |
| 12                                           | Вулиця Академіка Сахарова, вул. Корольова, вул. Романа Купчинського, вул. 15 Квітня, вул. Тараса Протасевича, вул. Лесі Українки, вул. Андрія Малишка, вул. Глибока, вул. Татарська, Замонастирська, Торговиця, вул. Оболоня, вул. Митрополита Шептицького, Торговиця, Старий Поділ, вул. Гетьмана Мазепи, Кривоноса, вул. Володимира Винниченка, вулиця Миколи Карпенка, вул. Миру, вул. Дружби, Старий Поділ, Торговиця, вул. Замонастирська, вул. Дівоча, вул. Антона Манастирського, вул. Лесі Українки, вул. Тараса Протасевича, вул. 15 Квітня, вул. Купчинського, Вулиця Академіка Сахарова | 11,4                                         | ТОВ «АТК «Еталон-Сіті»                       |                                              |
| 13                                           | Вулиця Василя Симоненка, вул. Тарнавського, просп. Злуки, вул. Збаразька, вул. Соломії Крушельницької, вул. Замкова, вул. Руська, вул. Князя Острозького, вул. Митрополита Шептицького, Торговиця, вул. Князя Острозького, вул. Пирогова, вул. Гоголя, Проспект Степана Бандери, вул. 15 Квітня, вул. Полковника Морозенка, Вулиця Василя Симоненка | 6,98                                         | ТОВ «Терн Транс Сервіс»                      |                                              |
| 14                                           | Торговиця, вул. Князя Острозького, вул. Пирогова, вул. Гоголя, вул. Богдана Хмельницького, вул. Збаразька, просп. Злуки, вул. Тарнавського, Вулиця Василя Симоненка, вул. Морозенка, вул. 15 Квітня, вул. Тараса Протасевича, вул. Лесі Українки, вул. Слівенська, просп. Степана Бандери, вул. Руська, вул. Князя Острозького, вул. Митрополита Шептицького, Торговиця | 6,75                                         | ПП «Тернвояж»                                |                                              |
| 15                                           | Вулиця Золотогірська, Львівська, вул. Гетьмана Мазепи, вул. Руська, вул. Князя Острозького, вул. Пирогова, вул. Гоголя, вул. Богдана Хмельницького, вул. Збаразька, просп. Злуки, вул. 15 Квітня, Проспект Степана Бандери, вул. Руська, вул. Гетьмана Мазепи, вул. Львівська, Вулиця Золотогірська. | 10,96                                        | КП «Міськавтотранс»                          |                                              |
| 16                                           | Вулиця Володимира Винниченка, вул. Миколи Карпенка, вул. Миру, вул. Дружби, вул. Руська, вул. Князя Острозького, вул. Пирогова, вул. Гоголя, вул. Богдана Хмельницького, вул. Збаразька, вул. Злуки, вул. Тарнавського, Вулиця Київська, вул. 15 Квітня, просп. Злуки, вул. Збаразька, вул. Богдана Хмельницького, вул. Руська, вул. Гетьмана Мазепи, Кривоноса, Вулиця Володимира Винниченка | 9,23                                         | ТОВ «АТК «Еталон-Сіті»                       |                                              |
| 17                                           | Вулиця Тернопільська, Львівська, вул. Гетьмана Мазепи, вул. Руська, вул. Князя Острозького, Шептицького, Торговиця, вул. Князя Острозького, бульв. Тараса Шевченка, вул. Руська, вул. Гетьмана Мазепи, вул. Львівська, Вулиця Тернопільська | 4,88                                         | ТОВ «Мега-Сервіс»                            |                                              |
| 18                                           | Вулиця Полковника Морозенка, вул. Василя Симоненка, вул. Тарнавського, вул. Київська, вул. 15 Квітня, просп. Степана Бандери, вул. Руська, вул. Князя Острозького, Вулиця Микулинецька, вул. Князя Острозького, вул. Пирогова, Гоголя, просп. Степана Бандери, вул. Слівенська, вул. Лесі Українки, вул. Тараса Протасевича, вул. 15 Квітня, вул. Київська, вул. Тарнавського, вул. Володимира Великого, вул. Леся Курбаса, Вулиця Полковника Морозенка | 18,87                                        | КП «Міськавтотранс»                          |                                              |
| 19                                           | Вулиця Полковника Морозенка, вул. Василя Симоненка, вул. Тарнавського, просп. Злуки, вул. Збаразька, вул. Соломії Крушельницької, вул. Замкова, вул. Руська, вул. Гетьмана Мазепи, вул. Кривоноса, вул. Володимира Винниченка, вул. Семена Будного, Вулиця Володимира Лучаковського, вул. Сергія Короля, вул. Гетьмана Мазепи, вул. Руська, вул. Князя Острозького, вул. Пирогова, вул. Гоголя, вул. Богдана Хмельницького, вул. Збаразька, просп. Злуки, вул. Тарнавського, вул. Володимира Великого, вул. Леся Курбаса, Вулиця Полковника Морозенка                                              | 12,08                                        | ТОВ «Менс-Авто»                              |                                              |
| 20                                           | Вулиця Київська, вул. 15 Квітня, просп. Злуки, вул. Збаразька, вул. Богдана Хмельницького, вул. Руська, вул. Князя Острозького, вул. Митрополита Шептицького, Торговиця, вул. Князя Острозького, вул. Пирогова, вул. Гоголя, вул. Богдана Хмельницького, вул. Збаразька, просп. Злуки, вул. Тарнавського, Вулиця Київська | 7,01                                         | КП «Міськавтотранс»                          |                                              |
| 20A                                          | Вулиця Київська, вул. 15 Квітня, просп. Злуки, вул. Збаразька, вул. Богдана Хмельницького, Руська, вул. Князя Острозького, Вулиця Митрополита Шептицького (до овочевого ринку), Торговиця, вул. Князя Острозького, вул. Пирогова, вул. Гоголя, вул. Богдана Хмельницького, вул. Збаразька, просп. Злуки, вул. Тарнавського, Вулиця Київська | 7,86                                         | КП «Міськавтотранс»                          |                                              |
| 21                                           | Вулиця Лесі Українки, Слівенська, просп. Степана Бандери, вул. Романа Шухевича, вул. Весела, вул. Галицька, вул. Бродівська, вул. Дениса Лукіяновича, вул. Промислова, вул. Поліська, Лозовецька, вул. Текстильна, Вулиця Полковника Морозенка, вул. Василя Симоненка, вул. Тарнавського, вул. Київська, вул. Василя Стуса, Корольова, вул. Академіка Сахарова, вул. Романа Купчинського, вул. 15 Квітня, вул. Тараса Протасевича, Вулиці Лесі Українки | 5,36                                         | КП «Тернопільелектротранс»                   |                                              |
| 22                                           | Вулиця Полковника Морозенка, вул. Василя Симоненка, вул. Тарнавського, просп. Злуки, вул. Збаразька, вул. Богдана Хмельницького, вул. Руська, вул. Князя Острозького, вул. Митрополита Шептицького, Торговиця, вул. Князя Острозького, вул. Пирогова, вул. Гоголя, вул. Богдана Хмельницького, вул. Збаразька, просп. Злуки, вул. Тарнавського, вул. Володимира Великого, вул. Леся Курбаса, Вулиця Полковника Морозенка | 7,61                                         | ПАТ «Тернопільське АТП 16127»                |                                              |
| 22А                                          | Вулиця Полковника Морозенка, вул. Василя Симоненка, вул. Тарнавського, просп. Злуки, вул. Збаразька, вул. Богдана Хмельницького, вул. Руська, вул. Князя Острозького, Вулиця Митрополита Шептицького (до овочевого ринку), Торговиця, вул. Князя Острозького, вул. Пирогова, вул. Гоголя, вул. Богдана Хмельницького, вул. Збаразька, просп. Злуки, вул. Тарнавського, вул. Володимира Великого, вул. Леся Курбаса, Вулиця Полковника Морозенка | 8,46                                         | ПАТ «Тернопільське АТП 16127»                |                                              |
| 23                                           | Вулиця Мирна, вул. Петра Батьківського, вул. Львівська, вул. Гетьмана Мазепи, вул. Руська, вул. Князя Острозького, вул. Митрополита Шептицького, Торговиця, вул. Князя Острозького, бульв. Тараса Шевченка, вул. Руська, вул. Гетьмана Мазепи, вул. Львівська, вул. Петра Батьківського, вул. Проєктна, вул. Хутірська, Вулиця Мирна | 8,03                                         | КП «Тернопільелектротранс»                   |                                              |
| 24                                           | Вулиця Новий Світ, вул. Олени Теліги, За Рудкою, вул. Бродівська, вул. Збаразька, вул. Текстильна, Вулиця Полковника Морозенка, вул. Василя Симоненка, вул. Тарнавського, вул. Київська, вул. 15 Квітня, вул. Тараса Протасевича, Вулиця Лесі Українки, вул. Слівенська, просп. Степана Бандери, вул. Богдана Хмельницького, вул. Бродівська, За Рудкою, вул. Олени Теліги, Вулиця Новий Світ | 8,67                                         | КП «Тернопільелектротранс»                   |                                              |
| 25                                           | Вулиця Золотогірська, Львівська, вул. Гетьмана Мазепи, вул. Руська, просп. Степана Бандери, вул. 15 Квітня, просп. Злуки, вул. Збаразька, вул. Богдана Хмельницького, вул. Руська, вул. Гетьмана Мазепи, вул. Львівська, Вулиця Золотогірська | 10,24                                        | КП «Міськавтотранс»                          |                                              |
| 26                                           | Вулиця Новий Світ, вул. Олени Теліги, За Рудкою, вул. Бродівська, вул. Богдана Хмельницького, вул. Руська, вул. Князя Острозького, вул. Митрополита Шептицького, Торговиця, вул. Князя Острозького, вул. Пирогова, вул. Гоголя, вул. Богдана Хмельницького, вул. Бродівська, За Рудкою, вул. Олени Теліги, Вулиця Новий Світ | 4,36                                         | КП «Тернопільелектротранс»                   |                                              |
| 26А                                          | Вулиця Новий Світ, вул. Олени Теліги, вул. Котляревського, вул. Броварна, За Рудкою, вул. Бродівська, вул. Богдана Хмельницького, вул. Руська, Острозького, вул. Митрополита Шептицького (до овочевого ринку), Торговиця, вул. Князя Острозького, вул. Пирогова, вул. Гоголя, вул. Богдана Хмельницького, вул. Бродівська, За Рудкою, вул. Броварна, вул. Котляревського, вул. Олени Теліги, Вулиця Новий Світ | 6,01                                         | КП «Тернопільелектротранс»                   |                                              |
| 27                                           | Вулиця Степана Будного, вул. Володимира Лучаковського, вул. Сергія Короля, вул. Гетьмана Мазепи, вул. Руська, вул. Князя Острозького, вул. Пирогова, вул. Гоголя, вул. Богдана Хмельницького, вул. Збаразька, просп. Злуки, Тарнавського, Вулиця Василя Симоненка, вул. Полковника Морозенка, вул. 15 Квітня, вул. Київська, вул. Тарнавського, просп. Злуки, вул. Збаразька, вул. Богдана Хмельницького, вул. Руська, вул. Гетьмана Мазепи, вул. Сергія Короля, вул. Тролейбусна, Вулиця Степана Будного                                                                                          | 10,17                                        | ТОВ «Назар-Транс»                            |                                              |
| 28                                           | Вулиця Сагайдачного (с. Біла), вул. Бродівська, вул. Богдана Хмельницького, вул. Руська, вул. Князя Острозького, вул. Микулинецька, Вулиця Енергетична (с-ще Велика Березовиця), вул. Микулинецька, вул. Князя Острозького, вул. Пирогова, вул. Гоголя, вул. Богдана Хмельницького, вул. Бродівська, Вулиця Сагайдачного (с. Біла) | 15,5                                         | ТОВ «Терн Транс Сервіс»                      |                                              |
| 29                                           | Вулиця Михайла Вербицького, вул. Євгена Коновальця, просп. Степана Бандери, вул. Руська, вул. Князя Острозького, Торговиця, вул. Оболоня, вул. Митрополита Шептицького, Торговиця, Старий Поділ, вул. Гетьмана Мазепи, Кривоноса, вул. Володимира Винниченка, Вулиця Степана Будного, вул. Володимира Лучаковського, вул. Сергія Короля, вул. Гетьмана Мазепи, Старий Поділ, Торговиця, вул. Князя Острозького, вул. Пирогова, вул. Гоголя, просп. Степана Бандери, вул. Євгена Коновальця, Вулиця Вербицького                                                                                     | 10,76                                        | ТОВ «Назар-Транс»                            |                                              |
| 30                                           | Миру, вул. Дружби, Руська, вул. Князя Острозького, вул. Пирогова, вул. Гоголя, Хмельницького, вул. Збаразька, просп. Злуки, вул. Купчинського, вул. Академіка Сахарова, вул. Сергія Корольова, вул. Купчинського, просп. Злуки, вул. Збаразька, вул. Богдана Хмельницького, вул. Руська, вул. Гетьмана Мазепи, вул. Максима Кривоноса, Вулиця Миру | 9,32                                         | ТОВ «Менс-Авто»                              |                                              |
| 31                                           | Вулиця Микулинецька, вул. Князя Острозького, бульв. Тараса Шевченка, вул. Руська, вул. Дружби, вул. Миру, Вулиця Миколи Карпенка, вул. Степана Будного, Вулиця Тролейбусна, вул. Сергія Короля, вул. Гетьмана Мазепи, вул. Руська, вул. Князя Острозького, вул. Митрополита Шептицького, Торговиця, Вулиця Микулинецька | 12,58                                        | КП «Тернопільелектротранс»                   |                                              |
| 32                                           | Вулиця Гетьмана Мазепи, вул. Львівська, Львівське шосе, Міське кладовище (с. Довжанка), Львівське шосе, вул. Львівська, Вулиця Гетьмана Мазепи | 7,61                                         | КП «Тернопільелектротранс»                   |                                              |
| 33                                           | Торговиця, Старий Поділ, Мазепи, Сергія Короля, вул. Володимира Лучаковського, вул. Степана Будного, вул. Західна, Зелена (с. Петриків, Дачі «Ветеран», вул. Зелена (с. Петриків), вул. Західна, вул. Степана Будного, вул. Лучаковського, вул. Сергія Короля, вул. Гетьмана Мазепи, вул. Руська, вул. Князя Острозького, вул. Митрополита Шептицького, Торговиця | 6,7                                          | ТОВ «Назар-Транс»                            |                                              |
| 35                                           | Вулиця Володимира Винниченка, вул. Миколи Карпенка, вул. Миру, вул. Дружби, вул. Руська, вул. Князя Острозького, вул. Пирогова, вул. Гоголя, вул. Богдана Хмельницького, вул. Збаразька, просп. Злуки, вул. Романа Купчинського, вул. Сергія Корольова, вул. Василя Стуса, вул. Київська, вул. Тарнавського, вул. Володимира Великого, вул. Леся Курбаса, Вулиця Полковника Морозенка, вул. Текстильна, вул. Збаразька, вул. Богдана Хмельницького, вул. Руська, вул. Гетьмана Мазепи, вул. Максима Кривоноса, Вулиця Володимира Винниченка                                                        | 13,49                                        | КП «Тернопільелектротранс»                   |                                              |
| 36                                           | Вулиця Романа Купчинського, просп. Злуки, вул. Збаразька, вул. Соломії Крушельницької, вул. Замкова, вул. Руська, вул. Князя Острозького, вул. Митрополита Шептицького, Торговиця, вул. Князя Острозького, вул. Пирогова, вул. Гоголя, вул. Богдана Хмельницького, вул. Збаразька, Злуки, Вулиця Євгена Коновальця, просп. Злуки, вул. 15 Квітня, вул. Василя Стуса, вул. Сергія Корольова, Вулиця Романа Купчинського | 6,59                                         | КП «Міськавтотранс»                          |                                              |
| 37                                           | Вулиця Митрополита Шептицького, Торговиця, вул. Князя Острозького, вул. Пирогова, вул. вул. Гоголя, просп. Степана Бандери, вул. Слівенська, Вулиця Лесі Українки, вул. Тараса Протасевича, просп. Степана Бандери, вул. Руська, вул. Князя Острозького, Вулиця Митрополита Шептицького (до овочевого ринку) | 5,84                                         | КП «Тернопільелектротранс»                   |                                              |
| 38                                           | Вулиця Руська, вул. Замкова, вул. Соломії Крушельницької, вул. Збаразька, просп. Злуки, вул. Тарнавського, вул. Київська (мікрорайон «Північний»), вул. 15 Квітня, вул. Тараса Протасевича, Вулиця Лесі Українки, вул. Слівенська, просп. Степана Бандери, Вулиця Руська | 12,01                                        | КП «Міськавтотранс»                          |                                              |
| 39                                           | Київська (мікрорайон «Північний»), вул. Тарнавського, просп. Злуки, вул. Збаразька, вул. Соломії Крушельницької, вул. Замкова, вул. Руська, вул. Князя Острозького, Вулиця Митрополита Шептицького (до овочевого ринку), Торговиця, вул. Князя Острозького, вул. Пирогова, вул. Гоголя, вул. Богдана Хмельницького, Збаразька, просп. Злуки, вул. Тарнавського, Вулиця Київська (мікрорайон «Північний») |                                              | ТОВ «Мега-Сервіс»                            |                                              |
| 40                                           | Вулиця Руська, вул. Гетьмана Мазепи, вул. Сергія Короля, с. Підгороднє (кладовище), вул. Сергія Короля, вул. Гетьмана Мазепи, вул. Руська, вул. Князя Острозького, бульв. Тараса Шевченка, Вулиця Руська |                                              | КП «Міськавтотранс»                          |                                              |
| 42                                           | Вулиця Тролейбусна, вул. Сергія Короля, вул. Максима Кривоноса, вул. Володимира Винниченка, Вулиця Миколи Карпенка, вул. Миру, вул. Дружби, вул. Руська, Бандери, вул. Романа Шухевича, вул. Весела, Галицька, вул. Соломії Крушельницької, вул. Замкова, вул. Руська, вул. Гетьмана Мазепи, вул. Сергія Короля, вул. Лучаковського, вул. Степана Будного, Вулиця Тролейбусна |                                              | ТОВ «Терн Транс Сервіс»                      |                                              |
| 49                                           | Вулиця Новий Світ, вул. Северина Наливайка, вул. Білецька, вул. Замкова, вул. Руська, вул. Гетьмана Мазепи, вул. Максима Кривоноса, Вулиця Миру, вул. Дружби, Старий Поділ, Торговиця, вул. Князя Острозького, бульв. Тараса Шевченка, вул. Руська, вул. Замкова, вул. Соломії Крушельницької, вул. Олени Теліги, За Рудкою, вул. Броварна, вул. Северина Наливайка, Новий Світ | 8,56                                         | КП «Тернопільелектротранс»                   |                                              |
| 50                                           | Вулиця Володимира Лучаковського, вул. Степана Будного, вул. Тролейбусна, вул. Сергія Короля, вул. Гетьмана Мазепинку, Старий Поділ, Торговиця, вул. Микулинецька, Торговиця, вул. Оболоня, вул. Митрополита Шептицького, Торговиця, Старий Поділ, вул. Гетьмана Мазепи, вул. Сергія Короля, Вулиця Володимира Лучаковського | 11,69                                        | КП «Міськавтотранс»                          |                                              |

## Рухомий склад
Містом переважно курсують автобуси марок Ataman А092H6 (37 машин), БАЗ-А079 (Еталон) (10-15 машин), Богдан А092 (6 машин), I-VAN A07A (5 машин, м-ти  22, 30), Ataman A093 (3 машини, м-ти  12, 13, 17). У 2013 році на тоді єдиному комунальному  маршруті № 1А з'явились 3 автобуси ЛАЗ А191, які відсудили в Львівського автобусного заводу. З 2018 року проводились закупівлі вживаних автобусів MAN A21 (маршрути № 1, 32, 35), у 2020 році почали роботу 20 автобусів МАЗ-206 (маршрути № 1, 21, 23, 24, 26, 26А, 31, 37, 49). У рамках програми «Міський громадський транспорт» у 2022 році до Тернополя прибули 15 автобусів «Еталон А081.28» (маршрути № 11, 15, 18, 20, 20А, 38, 50). Також у місті є близько 12 автобусів моделей  Богдан А09280 та Богдан А60110 (маршрути № 27, 28), 7 автобусів MAN A37 (маршрут № 19), 5 автобусів Volvo 8700LE (маршрути № 12, 16), 3 автобуси Autosan (маршрути № 11, 22, 39), 2 автобуси МАЗ-226 (маршрут № 12), 2 автобуси Vest Center H (маршрут № 16), 2 автобуси MAN A78 (маршрут № 16), 2 автобуси Solaris Urbino (маршрути № 22, 22А), 1 автобус Molitusbus S91 (маршрут № 39), 1 автобус Heuliez GX127 (маршрут № 50), 1 автобус Богдан А201 (маршрут № 15), 1 автобус SOR CN 8.5 (маршрут № 39), 1 автобус Anadolu Isuzu Citymark (маршрут № 22).

## Галерея

Міжміський автовокзал
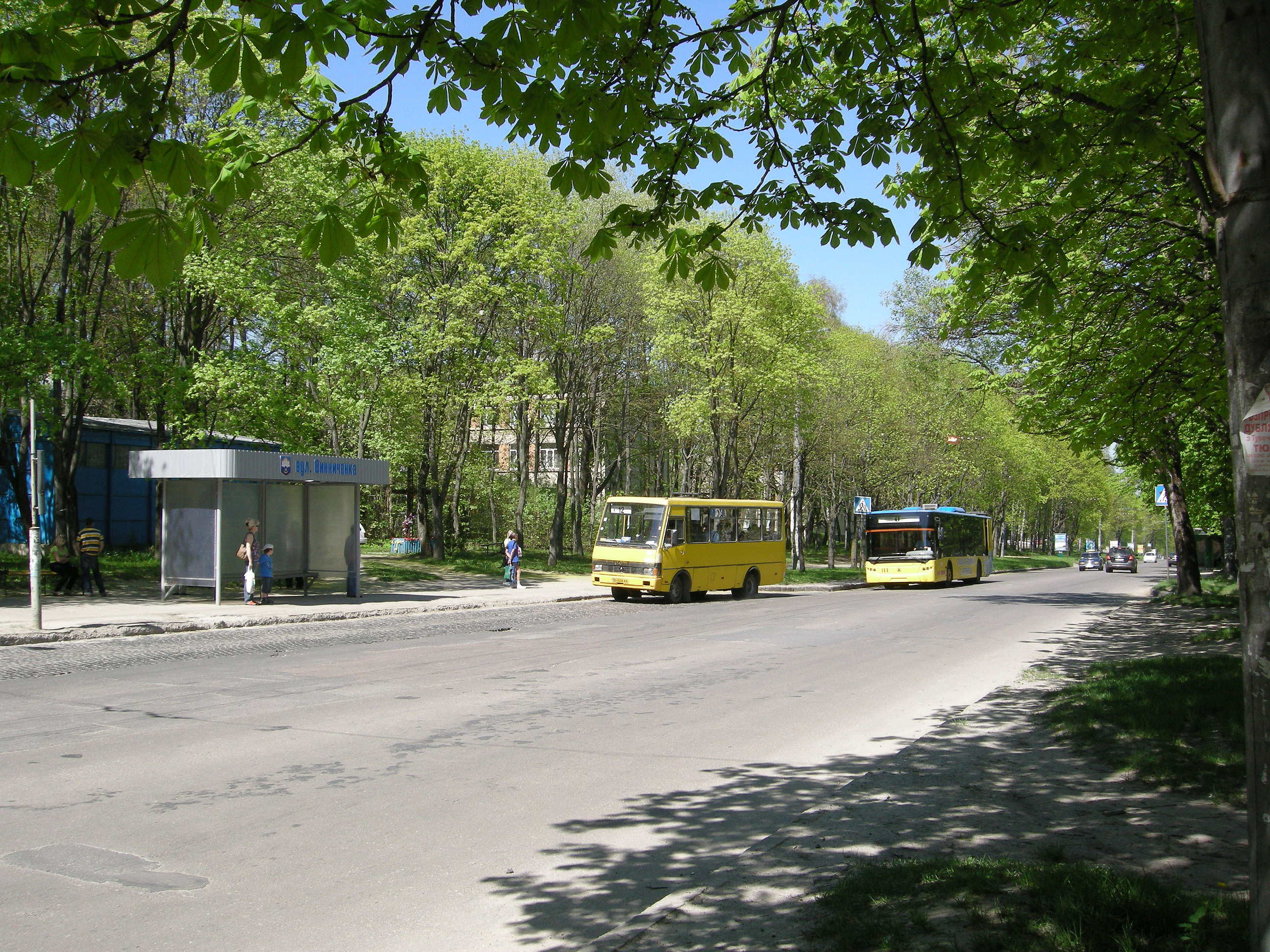
Вулиця Володимира Винниченка
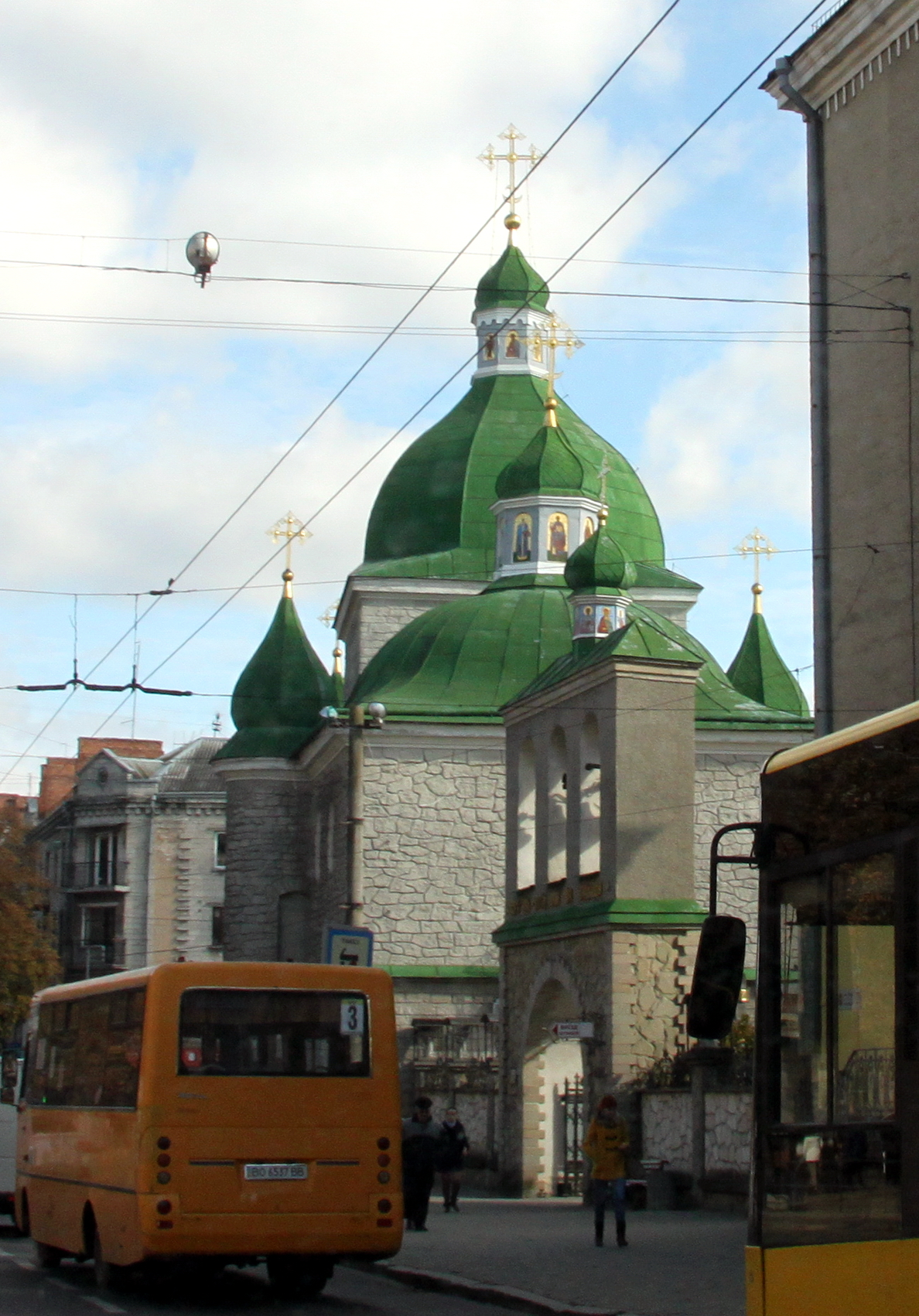
Вулиця Руська
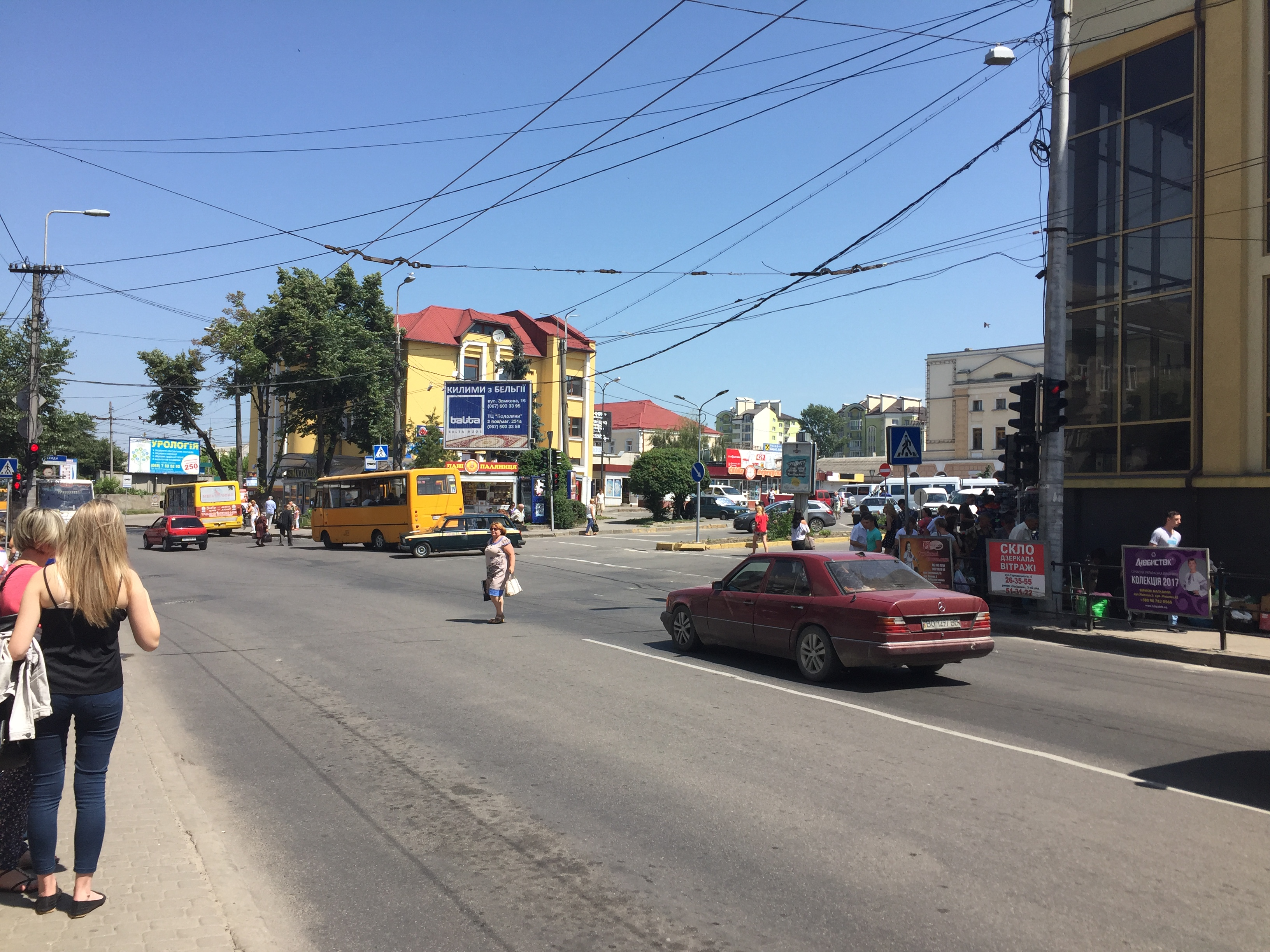
БАЗ-А079 біля залізничного вокзалу
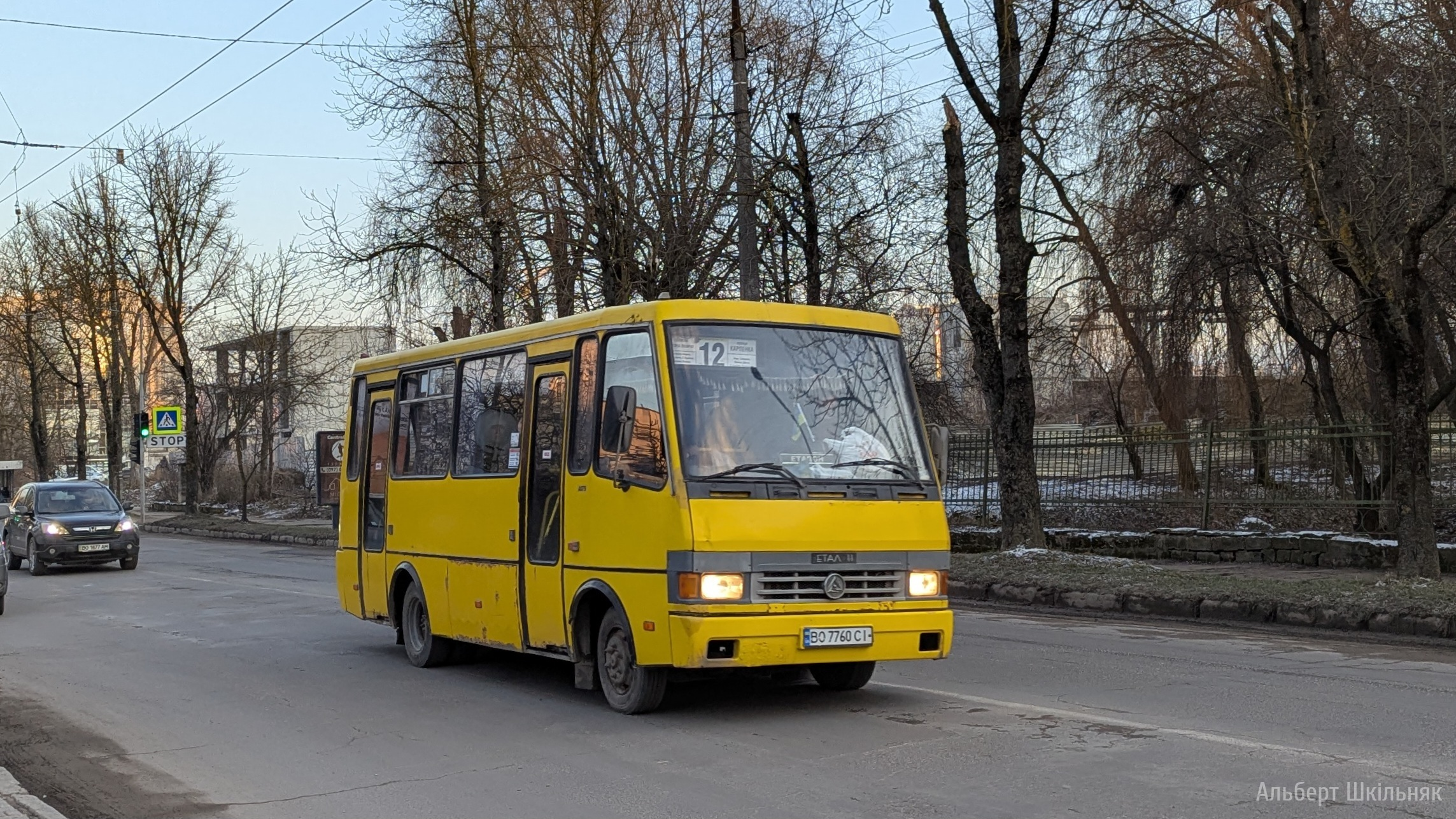
БАЗ А079 на вул. Торговиці